# Világhíradó (MTVA)
A Világhíradó az MTVA saját gyártású, minden nap jelentkező, élő hírműsora, az M1 napi aktuális csatornán. A műsort a Duna Média munkatársai szerkesztik. A házigazdák felváltva Gyukity István, Meszes Boglárka és Németh Balázs. A műsor grafikájának a vezérszíne a többi híradáshoz hasonlóan piros.

## Története
A Világhíradó először 2015. március 15-én került műsorra, 21:30 után a megújult M1-en. A húsz perces hírműsorban a világ legfontosabb külföldi történéseit foglalják össze. Eleinte naponta kétszer jelentkezett: fél 10-kor és fél 11-kor. Jelenleg a 21:35-kor kezdődik minden este és 21:55-ig tart. Ez a műsor a Ma este című műsorblokk utolsó adása. A Világhíradót követően 22 órakor egy hosszabb, míg 23 órakor és 0:10-kor egy rövidebb híradóval jelentkezik a csatorna. Az élő műsor az éjfél előtti angol, illetve az éjfél utáni orosz nyelvű híradóval fejeződik be.